# Чемпионат Европы по фигурному катанию 1907
Чемпионат Европы по фигурному катанию 1907 года — соревнование по фигурному катанию за титул чемпиона Европы, которое проходило в Берлине, Германия 27-28 января  1907 года. Соревновались только мужчины. Победу в шестой раз одержал Ульрих Сальхов.

## Участники
В чемпионате приняло участие 6 спортсменов из 4-х стран:
| Участников | Мужчины            |
| ---------- | ------------------ |
| 2          | Швеция Германия    |
| 1          | Австрия · Норвегия |

## Результаты
| Место | Имя               | Страна   | Баллы |
| ----- | ----------------- | -------- | ----- |
| 1     | Ульрих Сальхов    | Швеция   | 6     |
| 2     | Гильберт Фукс     | Германия | 10    |
| 3     | Эрнст Герц        | Австрия  | 14    |
| 4     | Пер Турен         | Швеция   | 20    |
| 5     | Martinus Löhrdahl | Норвегия | 25    |
| 6     | Мартин Гордан     | Германия | 30    |

Судьи:
- I. Fossling  Германия
- O. Henning  Германия
- Georg Helfrich  Германия и  Россия
- Otto Schöning  Германия
- A. Prokesch  Австрия